# Mämerisch
Der Mämerisch ist ein 310,2 m ü. NHN hoher Berg im Teutoburger Wald im Oerlinghauser Ortsteil Helpup im nordrhein-westfälischen Kreis Lippe.

## Geographie
Nördlich des Mämerisch liegen die Hunneckenkammer (325,7 m) und der Tönsberg (336,9 m). Im Osten befinden sich die Stapelager Berge (365,2 m), im Süden der Ravensberg (304,4 m) und der Truppenübungsplatz Senne. Im Westen befinden sich die Stadt Oerlinghausen und die Barkhauser Berge (293 m). Unmittelbar im Nordosten zwischen Mämerisch und Tönsberg befindet sich auf 267 m der Wistinghauser Pass und weiter nördlich die Wistinghauser Schlucht sowie unmittelbar im Westen zwischen Mämerisch und Stapelager Berge die Stapelager Schlucht.

## Flora
Der Mämerisch ist mit Hainsimsen-Buchenwald bedeckt.

## Schutzgebietsstatus
Der Berg liegt im Vogelschutzgebiet Senne mit Teutoburger Wald, im Landschaftsschutzgebiet Teutoburger Wald mit Lippischem Wald, Osning Kamm und oestlichem Osning-Vorland mit der Nummer LSG-4017-0023 und im Naturpark Teutoburger Wald / Eggegebirge und ist im Biotopkataster mit der Nummer BK-4018-381 eingetragen.